# Circonscription de Berkane
La circonscription de Berkane est la circonscriptions législatives marocaines de la province de Berkane située en région Oriental. Elle est représentée dans la Xe législature par Mohamed El Bakaoui, Mustapha El Kaouri et Mohammed Ibrahimi.

## Historique des députations
| Législature | Début de mandat  | Fin de mandat    | Députés élus | Députés élus            | Députés élus | Députés élus             | Députés élus | Députés élus            |
| ----------- | ---------------- | ---------------- | ------------ | ----------------------- | ------------ | ------------------------ | ------------ | ----------------------- |
| IXe         | 26 novembre 2011 | 7 octobre 2016   |              | Anis Berrou (RNI)       |              | Mostapha Brahimi (PJD)   |              | Mohammed Zerdali (UC)   |
| Xe          | 8 octobre 2016   | 8 septembre 2021 |              | Mohamed El Bakaoui (PI) |              | Mustapha El Kaouri (PJD) |              | Mohammed Ibrahimi (PAM) |
| XIe         | 9 septembre 2021 | ?                |              | Hakim Ben Abdellah (PI) |              | Mohammed Seddiki (RNI)   |              | Mohammed Ibrahimi (PAM) |

## Historique des élections

### Découpage électoral d'octobre 2011

#### Élections de 2016
| Parti       | Parti                                         | Voix    | %      | Député(s) élus     |  |
| ----------- | --------------------------------------------- | ------- | ------ | ------------------ |  |
|             | Parti authenticité et modernité (PAM)         | 17 354  | 31,46  | Mohammed Ibrahimi  |  |
|             | Parti de la justice et du développement (PJD) | 13 405  | 24,30  | Mustapha El Kaouri |  |
|             | Parti de l'Istiqlal (PI)                      | 4 260   | 7,72   | Mohamed El Bakaoui |  |
|             | Mouvement populaire (MP)                      | 3 993   | 7,24   |                    |  |
|             | Union constitutionnelle (UC)                  | 3 964   | 7,19   |                    |  |
|             | Rassemblement national des indépendants (RNI) | 3 166   | 5,74   |                    |  |
|             | Front des forces démocratiques (FFD)          | 3 165   | 5,74   |                    |  |
|             | Parti de la réforme et du développement (PRD) | 1 547   | 2,80   |                    |  |
|             | Parti du progrès et du socialisme (PPS)       | 1 445   | 2,62   |                    |  |
|             | Union socialiste des forces populaires (USFP) | 1 331   | 2,41   |                    |  |
|             | Fédération de la gauche démocratique (FGD)    | 1 231   | 2,23   |                    |  |
|             | Parti Al Ahd Addimocrati (AHD)                | 167     | 0,30   |                    |  |
|             | Parti travailliste (PT)                       | 80      | 0,15   |                    |  |
|             | Parti de la renaissance et de la vertu (PRV)  | 46      | 0,08   |                    |  |
|             |                                               |         |        |                    |  |
| Inscrits    | Inscrits                                      | 130 697 | 100,00 |                    |  |
| Abstentions | Abstentions                                   | 75 543  | 57,80  |                    |  |
| Exprimés    | Exprimés                                      | 55 154  | 42,20  |                    |  |

#### Élections de 2021
| Parti       | Parti                                         | Voix    | %      | Députés élus       |  |
| ----------- | --------------------------------------------- | ------- | ------ | ------------------ |  |
|             | Rassemblement national des indépendants (RNI) | 23 797  | 33,47  | Mohammed Seddiki   |  |
|             | Parti de l'Istiqlal (PI)                      | 17 148  | 24,12  | Hakim Ben Abdellah |  |
|             | Parti authenticité et modernité (PAM)         | 12 174  | 17,12  | Mohammed Ibrahimi  |  |
|             | Mouvement populaire (MP)                      | 4 086   | 5,75   |                    |  |
|             | Parti de la justice et du développement (PJD) | 3 813   | 5,36   |                    |  |
|             | Parti du progrès et du socialisme (PPS)       | 3 576   | 5,03   |                    |  |
|             | Front des forces démocratiques (FFD)          | 1 952   | 2,75   |                    |  |
|             | Union constitutionnelle (UC)                  | 1 740   | 2,45   |                    |  |
|             | Union socialiste des forces populaires (USFP) | 1 386   | 1,95   |                    |  |
|             | Parti socialiste unifié (PSU)                 | 744     | 1,05   |                    |  |
|             | Alliance de la fédération de gauche (AGD)     | 485     | 0,68   |                    |  |
|             | Parti de l'Espoir (PE)                        | 103     | 0,14   |                    |  |
|             | Parti des Néo-Démocrates (PND)                | 89      | 0,13   |                    |  |
|             |                                               |         |        |                    |  |
| Inscrits    | Inscrits                                      | 136 902 | 100,00 |                    |  |
| Abstentions | Abstentions                                   | 65 809  | 48,07  |                    |  |
| Exprimés    | Exprimés                                      | 71 093  | 51,93  |                    |  |